# Kanton Borgloon
Kanton Borgloon is een kieskanton in de provincie Limburg en het arrondissement Tongeren. Het is de bestuurslaag boven die van de desbetreffende gemeenten. Tot 2017 was het ook een gerechtelijk kanton waarbinnen één vredegerecht georganiseerd wordt dat bevoegd is voor de deelnemende gemeenten.
Er is ook een politiezone genaamd Kanton Borgloon waarvan het grondgebied overeen komt met het kieskanton en het vroegere gerechtelijk kanton.

## Gerechtelijk kanton Borgloon
Het gerechtelijk kanton Borgloon was gelegen in het gerechtelijk arrondissement Limburg in het gerechtelijk gebied Antwerpen en organiseert een vredegerecht voor de gemeenten Borgloon, Alken, Heers, Kortessem en Wellen. Het was gevestigd in de Graethempoort 30c te Borgloon. Die gemeenten behoren nu tot het gerechtelijk kanton Tongeren.
De vrederechter is bevoegd bij gezinsconflicten, onderhoudsgeschillen, voogdij, voorlopige bewindvoering, mede-eigendommen, appartementseigendom, burenhinder,...
| Gebied           | Europese Unie    | België           | België           | België           | België           | Antwerpen      | Limburg        | Limburg                     | Limburg                     | Borgloon                        |                                 |                                 |                                 |
| Sociaal recht    | Hof van Justitie | Hof van Cassatie | Hof van Cassatie | Hof van Cassatie | Hof van Cassatie | Arbeidshof     | Arbeidshof     | Arbeidsrechtbank            | Arbeidsrechtbank            | Arbeidsrechtbank                | Arbeidsrechtbank                | Arbeidsrechtbank                |                                 |
| Handelsrecht     | Hof van Justitie | Hof van Cassatie | Hof van Cassatie | Hof van Cassatie | Hof van Cassatie | Hof van Beroep | Hof van Beroep | Rechtbank van Koophandel    | Rechtbank van Koophandel    | Vredegerecht                    | Vredegerecht                    | Vredegerecht                    |                                 |
| Burgerlijk recht | Hof van Justitie | Hof van Cassatie | Hof van Cassatie | Hof van Cassatie | Hof van Cassatie | Hof van Beroep | Hof van Beroep | Rechtbank van eerste aanleg | Rechtbank van eerste aanleg | Vredegerecht / Politierechtbank | Vredegerecht / Politierechtbank | Vredegerecht / Politierechtbank | Vredegerecht / Politierechtbank |
| Strafrecht       | Hof van Justitie | Hof van Cassatie | Hof van Cassatie | Hof van Cassatie | Hof van Cassatie | Hof van Beroep | Assisenhof     | Rechtbank van eerste aanleg | Rechtbank van eerste aanleg | Vredegerecht / Politierechtbank | Vredegerecht / Politierechtbank | Vredegerecht / Politierechtbank | Vredegerecht / Politierechtbank |

## Kieskanton Borgloon
Het kieskanton Borgloon ligt in het provinciedistrict Sint-Truiden (sinds 2012),  het kiesarrondissement Limburg en ten slotte de kieskring Limburg. Het beslaat de gemeenten Borgloon, Alken, Heers, Kortessem & Wellen en bestaat uit 19 stembureaus. Tot 2006 vormde het tegelijkertijd het provinciedistrict Borgloon. Als gevolg van een arrest van het Grondwettelijk Hof van 5 december 2007 werd dit district, samen met het provinciedistrict Herk-de-Stad toegevoegd aan het provinciedistrict Sint-Truiden in het kader van het lokaal en provinciaal kiesdecreet van 2011. Als nieuwe norm werd immers gesteld dat een district minstens zes zetels moest vertegenwoordigen. Vermits het district Borgloon alleen niet de norm van zes zou halen, werden deze districten samengevoegd.

### Structuur
| Borgloon         | Borgloon         | Supranationaal         | Nationaal                         | Nationaal          | Gemeenschap       | Gewest            | Provincie         | Arrondissement           | Provinciedistrict | Kanton          | Gemeente                                   |
| ---------------- | ---------------- | ---------------------- | --------------------------------- | ------------------ | ----------------- | ----------------- | ----------------- | ------------------------ | ----------------- | --------------- | ------------------------------------------ |
| Administratief   | Niveau           | Europese Unie          | België                            | België             | Vlaanderen        | Vlaanderen        | Limburg           | Hasselt                  | Hasselt           | Hasselt         | Borgloon, Alken, Heers, Kortessem & Wellen |
| Administratief   | Bestuur          | Europese Commissie     | Belgische regering                | Belgische regering | Vlaamse regering  | Vlaamse regering  | Deputatie         | Deputatie                | Deputatie         | Deputatie       | Gemeentebestuur                            |
| Administratief   | Raad             | Europees Parlement     | Kamer van volksvertegenwoordigers | Vlaams Parlement   | Vlaams Parlement  | Vlaams Parlement  | Provincieraad     | Provincieraad            | Provincieraad     | Provincieraad   | Gemeenteraad                               |
| Kiesomschrijving | Kiesomschrijving | Nederlands Kiescollege | Kieskring Limburg                 | Kieskring Limburg  | Kieskring Limburg | Kieskring Limburg | Kieskring Limburg | Hasselt-Tongeren-Maaseik | Sint-Truiden      | Borgloon        | Borgloon, Alken, Heers, Kortessem & Wellen |
| Verkiezing       | Verkiezing       | Europese               | Federale                          | Federale           | Vlaamse           | Vlaamse           | Provincieraads-   | Provincieraads-          | Provincieraads-   | Provincieraads- | Gemeenteraads-                             |

### Resultaten provincieraadsverkiezingen van 1961 tot 2006
| Partij                      | 1961   | 1961 | 1965   | 1965 | 1968   | 1968 | 1971   | 1971 | 1974   | 1974 | 1977   | 1977 | 1978   | 1978  | 1981   | 1981  | 1985   | 1985 | 1987   | 1987  | 1991   | 1991  | 1994   | 1994  | 2000   | 2000  | 2006   | 2006  |
| Stemmen \| Zetels           | %      | 4    | %      | 4    | %      | 4    | %      | 4    | %      | 4    | %      | 4    | %      | 4     | %      | 4     | %      | 4    | %      | 4     | %      | 4     | %      | 4     | %      | 4     | %      | 4     |
| --------------------------- | ------ | ---- | ------ | ---- | ------ | ---- | ------ | ---- | ------ | ---- | ------ | ---- | ------ | ----- | ------ | ----- | ------ | ---- | ------ | ----- | ------ | ----- | ------ | ----- | ------ | ----- | ------ | ----- |
| CVP                         | 60,32  | 2    | 52,16  | 2    | 47,29  | 2    | 46,54  | 2    | 45,58  | 2    | 45,67  | 2    | 44,34  | 2     | 37,38  | 2     | 33,27  | 2    | 31,86  | 1     | 27,25  | 1     | 24,89  | 1     | 24,64  | 2     | -      |       |
| CD&V-N-VA                   | -      |      | -      |      | -      |      | -      |      | -      |      | -      |      | -      |       | -      |       | -      |      | -      |       | -      |       | -      |       | -      |       | 25,99  | 2     |
| Volksunie1/VU2/VU&ID3       | 1,661  | 0    | 3,532  | 0    | 5,902  | 0    | 8,122  | 0    | 7,272  | 0    | 7,472  | 0    | 6,722  | 0     | 8,592  | 0     | 5,892  | 0    | 6,852  | 1     | 5,642  | 0     | 2,462  | 0     | 3,793  | 0     | -      |       |
| Liberale1/PVV2              | 17,721 | 1    | 20,292 | 1    | 25,542 | 1    | 19,632 | 1    | 22,042 | 1    | 22,762 | 1    | 25,292 | 1     | 30,542 | 1     | 27,422 | 1    | 27,552 | 1     | 34,872 | 2     | -      |       | -      |       | -      |       |
| VLD                         | -      |      | -      |      | -      |      | -      |      | -      |      | -      |      | -      |       | -      |       | -      |      | -      |       | -      |       | 39,06  | 2     | 33,87  | 1     | -      |       |
| VLD-VIVANT                  | -      |      | -      |      | -      |      | -      |      | -      |      | -      |      | -      |       | -      |       | -      |      | -      |       | -      |       | -      |       | -      |       | 28,72  | 1     |
| Socialist1/BSP2/SP3         | 20,301 | 1    | 24,022 | 1    | 21,272 | 1    | 25,712 | 1    | 25,112 | 1    | 24,102 | 1    | 23,652 | 1     | 23,493 | 1     | 26,433 | 1    | 27,393 | 1     | 24,503 | 1     | 21,493 | 1     | 20,453 | 1     | -      |       |
| sp.a-spirit                 | -      |      | -      |      | -      |      | -      |      | -      |      | -      |      | -      |       | -      |       | -      |      | -      |       | -      |       | -      |       | -      |       | 25,11  | 1     |
| Agalev1/Groen!2             | -      |      | -      |      | -      |      | -      |      | -      |      | -      |      | -      |       | -      |       | 6,341  | 0    | 5,731  | 0     | 7,741  | 0     | 6,391  | 0     | 6,711  | 0     | 5,742  | 0     |
| PVDA                        | -      |      | -      |      | -      |      | -      |      | -      |      | -      |      | -      |       | -      |       | -      |      | -      |       | -      |       | 0,36   | 0     | 0,53   | 0     | -      |       |
| Vlaams Blok1/Vlaams Belang2 | -      |      | -      |      | -      |      | -      |      | -      |      | -      |      | -      |       | -      |       | 0,651  | 0    | 0,611  | 0     | -      |       | 4,721  | 0     | 10,021 | 0     | 14,442 | 0     |
| W.O.W.                      | -      |      | -      |      | -      |      | -      |      | -      |      | -      |      | -      |       | -      |       | -      |      | -      |       | -      |       | 0,63   | 0     | -      |       | -      |       |
| Opkomst                     |        |      |        |      |        |      | 100    | 100  |        |      |        |      | 97,59  | 97,59 | 97,03  | 97,03 |        |      | 96,59  | 96,59 | 96,33  | 96,33 | 96,79  | 96,79 | 96,66  | 96,66 | 97,56  | 97,56 |
| Blanco/ongeldig             | 5,23   | 5,23 | 7,11   | 7,11 | 6,59   | 6,59 | 8,28   | 8,28 | 7,76   | 7,76 | 6,99   | 6,99 | 7,79   | 7,79  | 7,46   | 7,46  | 6,7    | 6,7  | 6,46   | 6,46  | 6,51   | 6,51  | 6,34   | 6,34  | 5,61   | 5,61  | 4,82   | 4,82  |